# Большой Пьявицкий
Большой Пьявицкий — поселок в Навлинском районе Брянской области в составе Чичковского сельского поселения.

## География
Находится в восточной части Брянской области на расстоянии приблизительно 10 км на север по прямой от районного центра поселка Навля северо-восточнее поселка Клюковники.

## История
Упоминается с 1920-х годов. В середине XX века работал колхоз «7-й съезд Советов». На карте 1941 года обозначен как поселение с 23 дворами.

## Население
Численность населения: 66 человек (русские 95 %) в 2002 году, 57 в 2010.